# Heemvaart

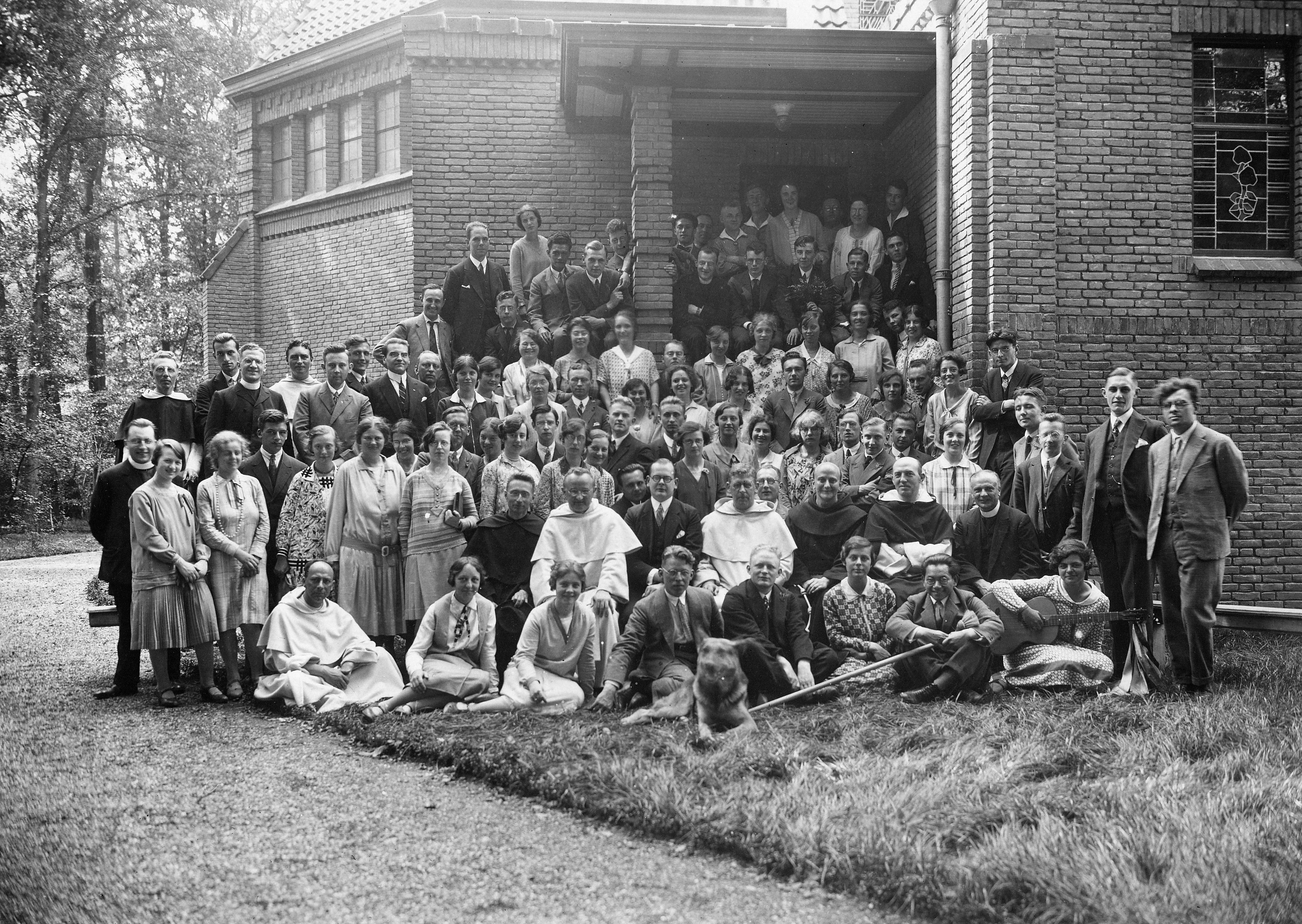
Groepsfoto genomen op de Heemvaartconferentie van 1928

Heemvaart was een Nederlandse studentenbeweging van katholieke studenten in de jaren twintig van de twintigste eeuw.
De beweging was (zoals andere progressieve jeugdbewegingen) 'gemengd' en had vestigingen in Delft, Amsterdam, Nijmegen en Wageningen. Het verband ontstond in 1923 na een tournee van een Duitse Quickborn-groep langs verschillende universiteitssteden. De beweging streefde een sobere levenswijze na die zou moeten wortelen in wat de leden zagen als fundamentele menselijke waarden: eenvoud, individualiteit, zelfontplooiing. Er was geen plaats voor alcohol en andere genotsmiddelen. De beweging staat ook aan het begin van een herbezinning op de katholieke liturgie. Niet-studenten waren welkom bij het reidansen.
Op de foto genomen op de Heemvaart-conferentie van zomer 1928 is te zien dat de beweging onder auspiciën van ambtsdragers van de katholieke kerk stond. Herkenbaar zijn op de rij geestelijken Titus Brandsma (links) en J.B. Kors, de latere voorzitter van de KRO (tweede van rechts).

## Achtergrond
De beweging is opgericht naar voorbeeld van de Duitse Quickborn-beweging. Dat was een idealistische Duitse jeugdbeweging waarin de ontwikkeling van individualiteit centraal stond, en een sobere levenswijze werd nagestreefd. Een belangrijke rol in deze Quickborn-beweging speelde Romano Guardini (1885-1968). Zijn hoofdwerk De Heer werd in 1936 vertaald door Cor Hesseling, lid van Heemvaart.
De eigenlijke aanleiding was een optreden in 1926 van de Silezische Spielschar.